# Мунтян Володимир Олексійович
Мунтян Володимир Олексійович — доктор технічних наук, професор, зав кафедри Електропостачання сільського господарства ТДАТУ (2013-2014 рр.)

## Біографія
Мунтян Володимир Олексійович народився 5 серпня 1958 року в с. Нерушай Татарбунарського району Одеської області.
В 1980 році закінчив Мелітопольський інститут механізації сільського господарства -  МІМСГ зі спеціальності «Електрифікація сільського господарства».
З 1980 року працював на посаді молодшого наукового співробітника, асистента.
З 1986 по 1987 роки  брав участь у ліквідації наслідків аварії на Чорнобильській АЕС на посаді заступника командира роти.
З 1987 по 2009 роки – асистент кафедри, ст. викладач, доцент, зав. кафедри, декан Енергетичного факультету.
В 2008 році Володимир Олексійович захистив дисертацію на здобуття наукового ступеня доктора технічних наук на тему «Системи діелькометрії в електромагнітних технологіях підвищення продуктивності біооб’єктів сільського господарства» в Харківському національному технічному університеті сільського господарства ім. П. Василенка.
У листопаді 2012 року В. О. Мунтяну присвоєно звання професор.
У 2012 року назначений на посаду зав. кафедри Електропостачання сільського господарства ТДАТУ. Був членом навчально-методичної комісії з напрямку 6.100.101 «Енергетика та електротехнічні системи в агропромисловому комплексі» та спеціалізованої наукової ради із захисту дисертацій ТДАТУ.
Особлива сторінка життя В. О. Мунтяна - участь у ліквідації наслідків аварії на Чорнобильській АЕС на посаді заступника командира роти. За мужність і самовідданість, високий професіоналізм та особливі заслуги при ліквідації наслідків аварії на ЧАЕС, а також за особистий величний подвиг в ім’я спасіння людства Володимир Олексійович нагороджений почесним знаком «Учасник ліквідації аварії на ЧАЕС», медаллю «За мужність», орденами «За заслуги» (24.04.2011 р.) та «За подвиг в ім’я людства» (26.04.2012 р.), відзнакою «25 років героїчного подвигу» (11.11.2011 р.).
Помер Володимир Олексійович 3 жовтня 2014 р.

## Нагороди
Володимир Олексійович нагороджений медаллю «Захисник Вітчизни» (14.10.1999 р.), «Знаком Пошани» Міністерства АПК України (20.08. 2004 р.), «Відмінник аграрної освіти ІІІ ступеню» (2008 р.).
За мужність і самовідданість, високий професіоналізм та особливі заслуги при ліквідації наслідків аварії на ЧАЕС, а також за особистий величний подвиг в ім’я спасіння людства Володимир Олексійович нагороджений почесним знаком «Учасник ліквідації аварії на ЧАЕС», медаллю «За мужність», орденами «За заслуги» (24.04.2011 р.) та «За подвиг в ім’я людства» (26.04.2012 р.), відзнакою «25 років героїчного подвигу» (11.11.2011 р.).